# Elaine Ostrander
Elaine Ann Ostrander es una genetista estadounidense del Instituto Nacional de Investigación del Genoma Humano (NHGRI) de los Institutos Nacionales de Salud (NIH) en Bethesda, Maryland. Posee varios nombramientos académicos profesionales, y en la actualidad es Investigadora Distinguida y Senior y jefa de la Sección de Genómica Comparada del NHGRI; y Jefa de la Subdivisión de Genética del Cáncer y Genómica Comparada. Es conocida por sus investigaciones sobre la susceptibilidad al cáncer de próstata en humanos y por llevar a cabo investigaciones genéticas con el modelo Canis familiaris -el perro doméstico-, que ha utilizado para estudiar la susceptibilidad y frecuencia de enfermedades y otros aspectos de la variación natural en los mamíferos. En 2007, su laboratorio demostró que gran parte de la variación en el tamaño corporal de los perros domésticos se debe a cambios de secuencia en un único gen que codifica una proteína promotora del crecimiento.

## Primeros años
Ostrander nació en Syracuse, Nueva York en 1958. Su padre era bibliotecario y su madre administradora escolar. La familia vivió en Nueva York, Nueva Jersey, Nebraska y luego en Washington. Tiene una hermana y un hermano, el biólogo marino Gary Ostrander. Asistió a la escuela secundaria en Eisenhower High School (Yakima, Washington).

## Educación
Ostrander se licenció en Ciencias por la Universidad de Washington, en Seattle. En 1987 se doctoró en la Universidad de Ciencias de la Salud de Oregón (hoy Universidad de Ciencias de la Salud de Oregón), en Portland. Completó su formación posdoctoral en biología molecular en Harvard. De 1991 a 1993 trabajó como científica en el Proyecto de Genética y Genoma Humano del Laboratorio Nacional Lawrence Berkeley de Berkeley (California). En Berkeley, trabajó en el laboratorio de Jasper Rine, donde se originó el proyecto del genoma canino.

## Carrera profesional
Ostrander realizó su formación posdoctoral en la Universidad de Harvard, en Cambridge (Massachusetts). Posteriormente se trasladó a la Universidad de California, Berkeley, y a los Laboratorios Nacionales Lawrence Berkeley. Allí inició el proyecto del genoma canino y, con sus colaboradores, construyó los mapas caninos de ligamiento e híbridos de radiación. También redactó el libro blanco que defendía la secuenciación del genoma del perro doméstico. Ostrander también ocupó cargos académicos en el Centro de Investigación del Cáncer Fred Hutchinson de Seattle (Washington) y en la Universidad de Washington durante 12 años, donde ascendió al rango de Miembro de las Divisiones de Biología Humana e Investigación Clínica y Jefa del Programa de Genética.
Llegó a los NIH en 2004. En el NHGRI, ocupa varios cargos académicos profesionales, como investigadora distinguida, científica principal y jefa de la Sección de Genética Comparada, y jefa de la Subdivisión de Genética del Cáncer y Genómica Comparada. Ha recibido subvenciones del NCI, el DOD, el DOE y el NHGRI.
Ostrander ha formado parte del profesorado de varias de las principales instituciones de investigación biomédica, como el Centro de Investigación del Cáncer Fred Hutchinson de Seattle (Washington), la Universidad de Washington en Seattle y el NHGRI de Bethesda (Maryland). También es tutora del programa de formación predoctoral en genética humana de la Facultad de Medicina de la Universidad Johns Hopkins de Baltimore. Sus responsabilidades académicas profesionales siguen incluyendo una serie de funciones de liderazgo en la planificación, la investigación, la revisión por pares, y los esfuerzos de tenencia y promoción en una serie de instituciones científicas, incluyendo NHGRI; La Escuela de Medicina de la Universidad Johns Hopkins; y el Centro de Investigación del Cáncer Fred Hutchinson en Seattle, Washington. A nivel nacional e internacional, sus funciones de liderazgo incluyen un puesto en la Junta de Asesoramiento Científico del Fondo de Investigación de la Anemia de Fanconi, la Junta Directiva y los Comités de Programa de la Sociedad Americana de Genética Humana, el Consejo de la Asociación Americana de Genética, la Facultad de los 1000, y muchos otros. Además, actualmente supervisa las admisiones para el Programa NIH-Oxford Cambridge Scholars.

### Proyecto Genoma Canino del NHGRI

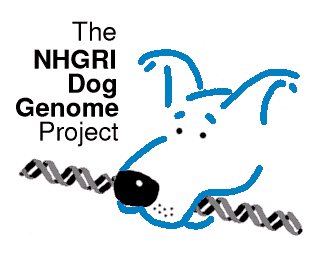

El objetivo principal de este proyecto es desarrollar y aplicar los recursos necesarios para la identificación y el estudio de genes caninos. Ello contribuirá a un esfuerzo internacional por utilizar el sistema canino como modelo de genética y genómica, con especial aplicación a la investigación del cáncer. Otros objetivos son encontrar genes responsables de enfermedades específicas de cada raza que puedan servir de base para la genética de enfermedades similares en humanos. Con esta información, los científicos esperan mejorar la salud animal y comprender mejor las variantes genéticas asociadas a las enfermedades humanas.
El laboratorio de Ostrander ha generado datos de secuencias genómicas completas de docenas de razas caninas. Ha utilizado esos datos y otros relacionados de 175 razas caninas para entender por qué las razas de perros se comportan y tienen un aspecto diferente. Con este gran conjunto de datos, ahora públicos, el laboratorio Ostrander pretende comprender mejor los patrones subyacentes de información genética que se dan entre las distintas razas de perros, tanto en estados de salud como de enfermedad.
Ostrander dirige un equipo internacional de investigadores, técnicos, veterinarios, genetistas de poblaciones, biólogos moleculares, estadísticos e informáticos para lograr sus objetivos.
Antiguos alumnos del laboratorio se han convertido en profesores de importantes instituciones educativas, empresarios, maestros y expertos en política científica. Hasta la fecha, el grupo de Ostrander ha podido cartografiar los genes que regulan las variaciones observadas en el tamaño corporal, la longitud de las patas, la forma del cráneo y el tipo de pelaje de las distintas razas. Muchos de estos genes son importantes reguladores del crecimiento y ayudan a explicar la diferencia de 40 veces en el tamaño corporal observado entre razas grandes y pequeñas.
La investigación relacionada con enfermedades se lleva a cabo mediante la recogida de ADN en forma de muestras de sangre de determinados perros de pura raza registrados. También se recogen historiales médicos y pedigríes. Con el tiempo, pueden aparecer enfermedades en los perros que pueden compararse con el equivalente humano. El grupo ha podido identificar genes relacionados con la retinosis pigmentaria, la epilepsia, el cáncer de riñón, los sarcomas de tejidos blandos y los cánceres de células escamosas. Estos resultados se han publicado tanto en literatura humana como veterinaria, ya que los fundamentos genéticos de la genética canina informan sobre la misma enfermedad que se encuentra en los humanos. Los genes que causan la enfermedad en los perros son los mismos que causan la enfermedad en los humanos.
Recientemente, Ostrander ha emprendido un amplio estudio destinado a comprender cómo se formó cada una de las casi 500 razas que existen en el mundo y cómo se relacionan entre sí. Este trabajo ha revelado secretos de la formación temprana de las razas, así como nuevos hallazgos sobre la migración de la población humana. En 2019 publicó el análisis de 722 secuencias del genoma completo canino, analizando 144 razas modernas, 54 cánidos salvajes y 100 perros de aldea. Esto documentó más de 91 millones de SNPs y pequeños indels, creando un gran catálogo de variación genómica para la especie.

## Distinciones
Ostrander ha presentado sus investigaciones en reuniones científicas nacionales e internacionales, además de pronunciar numerosas conferencias distinguidas con su nombre. En 2011 fue nombrada Investigadora Distinguida de los NIH. Es autora de casi 350 publicaciones científicas que han sido citadas más de 18.000 veces, incluidas más de 1.200 citas del artículo del que fue coautora en 2005, en el que se describía la secuencia del genoma del perro doméstico.
En 1999, Ostrander recibió el Premio del Presidente de la Fundación de Salud Canina del American Kennel Club, seguido del Premio Asa Mays de la Fundación de Salud Canina del AKC a la Excelencia en la Investigación de la Salud Canina (2005) y, en 2013, fue galardonada con el Premio Internacional de Salud Canina a la Trayectoria. También ha recibido el Premio a la Innovación en Genómica Funcional de la Fundación Burroughs Wellcome (2000) y el Premio a la Trayectoria del Instituto de Cáncer de Próstata del Centro Médico Weill Cornell (2011). En 2013, ganó la Medalla de la Sociedad Americana de Genética en reconocimiento a su investigación sobre la base genética de la variación fenotípica entre razas caninas y sobre las asociaciones de todo el genoma en los cánceres humanos. También recibió el premio NIH Oxford Cambridge Scholars Mentorship Award en 2017.Ostrander también ha prestado asesoramiento a importantes sociedades profesionales, revistas y otras iniciativas científicas en Estados Unidos, Bélgica y Suecia, entre otros países. Ostrander es miembro de la Asociación Americana para el Avance de la Ciencia (AAAS) y, en 2013, fue admitida como profesora. Es miembro de la Sociedad Americana de Genética Humana, la Asociación Americana de Genética, la Asociación Americana para la Investigación del Cáncer, Mujeres en la Investigación del Cáncer, la Sociedad de Genética de América y la Asociación de Mujeres en la Ciencia. Ostrander fue miembro del Consejo de Administración de la Sociedad Americana de Genética Humana y en 2013 recibió la medalla de la Sociedad Americana de Genética.
Fue elegida miembro de la Academia Nacional de Ciencias en 2019.

### Patentes
Ostrander posee dos patentes estadounidenses: Solicitud 20100217534 Número de patente (20110224911) y Solicitud 200901762555, ambas relacionadas con la identificación genética de razas de perros.

## Otras lecturas
- Ostrander, E. A. (3 de mayo de 2012). «Missteps and mistakes, friends and heroes». Endocrine-Related Cancer 19 (3): P5-P8. PMID 22555936. doi:10.1530/ERC-12-0027. Consultado el 19 de enero de 2016.
- Ostrander, Gary; Ostrander, Elaine (March 2005). «Q & A». Current Biology 15 (5): R151-R152. PMID 15753020. doi:10.1016/j.cub.2005.02.035.
- «LIFETIME ACHIEVEMENT AWARD: DR ELAINE OSTRANDER PhD». Archivado desde el original el 18 de enero de 2017. Consultado el 19 de enero de 2016.
- Hopkin, Karen (1 de agosto de 2008). «Going to the Dogs». The Scientist. Consultado el 19 de enero de 2016.
- Derr, Mark (2013). A dog's history of America : how our best friend explored, conquered, and settled a continent. The Overlook Press. ISBN 9781468302660.
- Women in Science at the National Institutes of Health, 2007-2008. Page 61. Bethesda, MD: Office of Research on Women's Health, National Institutes of Health, U.S. Dept. of Health and Human Services, 2009. Print.